# Gnophos pallidemarginata
Gnophos pallidemarginata là một loài bướm đêm trong họ Geometridae.